# Kaplica św. Kazimierza w Różanie
Kaplica św. Kazimierza w Różanie, zwana też kościołem św. Kazimierza – rzymskokatolicka murowana świątynia cmentarna wzniesiona w 1792 według projektu Jana Samuela Beckera. Obecnie w ruinie. 

## Historia

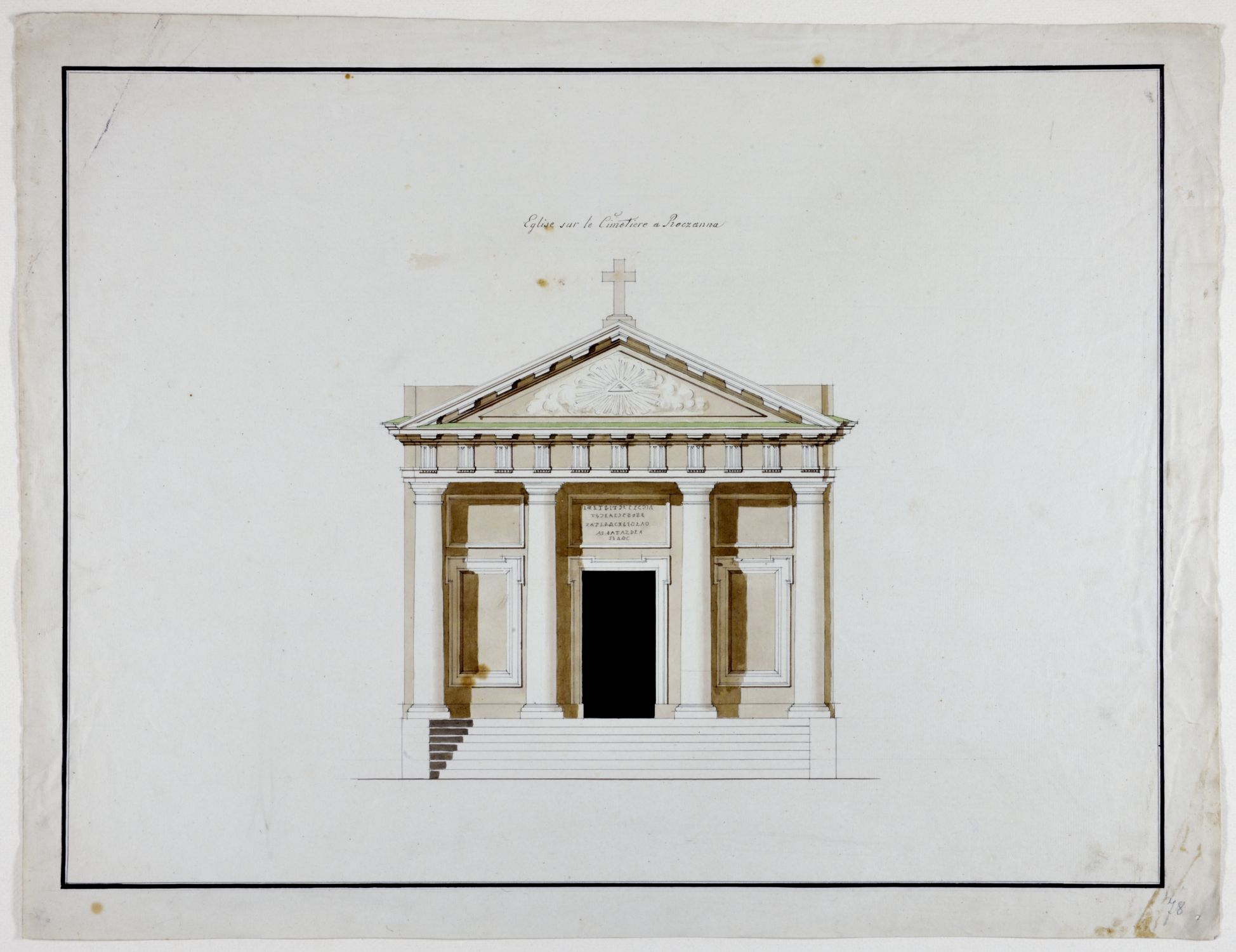

Kaplica została ufundowana przez właściciela dóbr różańskich Aleksandra Sapiehę. Projekt wykonał i nadzorował prace saksoński architekt Jan Samuel Becker, który zaprojektował wcześniej pałac w Różanie i kościół Św. Trójcy. Pierwotnie kaplica miała być częścią kompleksu klasztornego bazylianów. 
Murowaną świątynię pokrytą dwuspadowym dachem wzniesiono w stylu klasycyzmu na planie prostokąta. Dominantą fasady głównej był czterokolumnowy portyk dorycki zakończony tympanonem. Elewacje boczne dekorowano pilastrami oraz gzymsem. Obecnie kaplica znajduje się w ruinie.